# Franz Raml

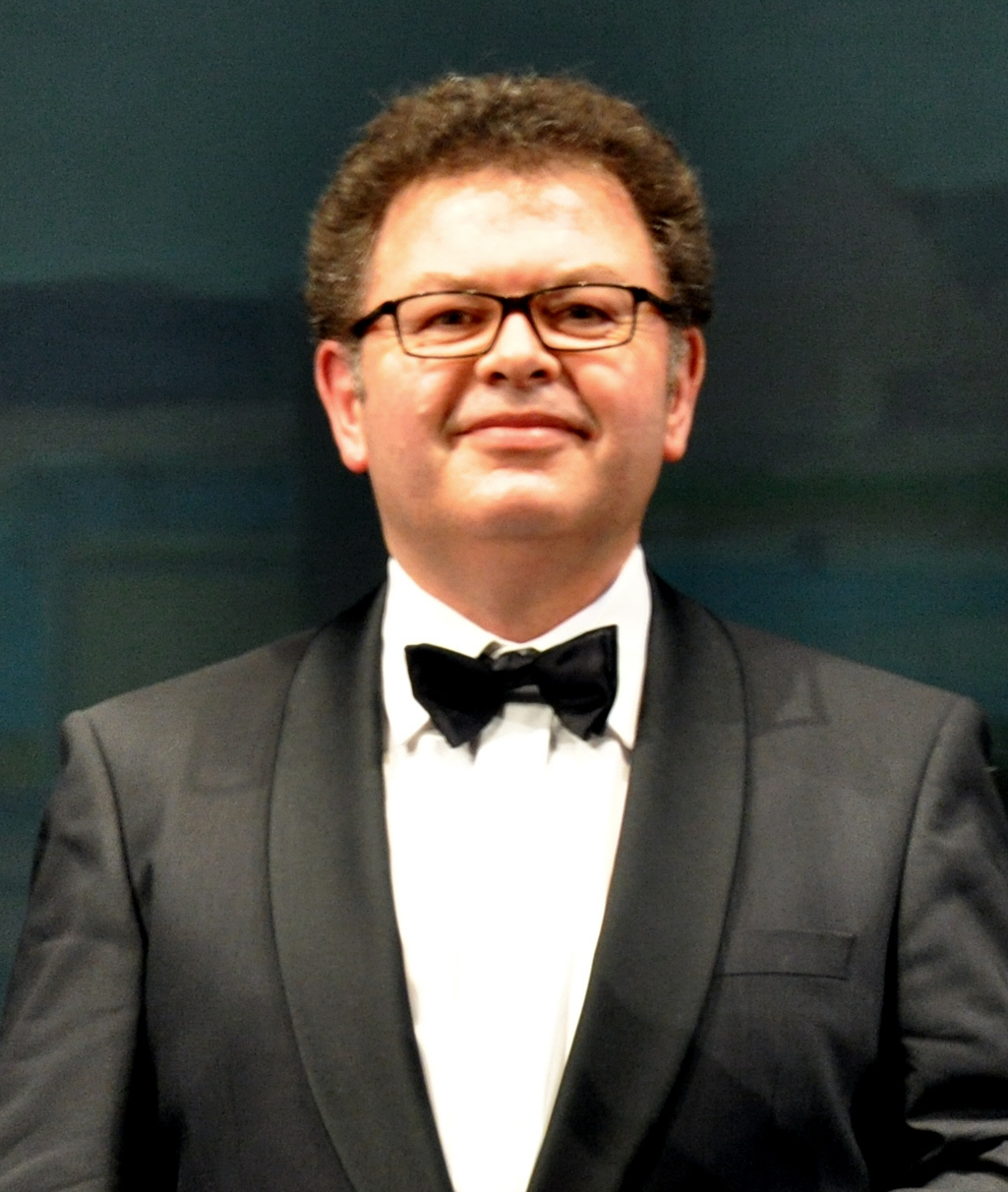
Franz Raml (2013)

Franz Raml (* 1964 in Straubing) ist ein deutscher Organist, Cembalist, Dirigent, Chorleiter und Dozent für Alte Musik und historische Aufführungspraxis.

## Leben und künstlerischer Werdegang
Franz Raml besuchte nach seinem Abitur am Anton-Bruckner-Gymnasium Straubing (musischer Zug) die Musikhochschulen Detmold und München. Er studierte Katholische Kirchenmusik (Abschluss A-Examen). Im künstlerischen Hauptfach „Orgel“ war er unter anderem Schüler von Klemens Schnorr. Es schloss sich ein dreijähriges Aufbaustudium bei Ton Koopman in Amsterdam in den Fächern Barockorgel, Kielinstrumente (Cembalo) und historische Aufführungspraxis an. 1990 schloss er dieses Studium mit dem Konzertexamen „Baroque-Organ“ am Königlichen Konservatorium in Den Haag ab. Franz Raml wirkt als Titularorganist an der historischen Holzhey-Orgel (1793) der ehemaligen Klosterkirche St. Verena im oberschwäbischen Rot an der Rot. Er gibt Konzerte als Organist und Cembalist. In kammermusikalischen Konzerten spielt er außerdem Hammerflügel. Raml ist der künstlerische Leiter des Hassler-Consorts, des German Mozart Orchestra, des Oratorienchors Liederkranz Ravensburg und des Kreutzer-Chors Meßkirch.

### Lehrtätigkeiten
Franz Raml erteilt regelmäßig Kurse zur instrumentalen und vokalen historischen Aufführungspraxis. Zudem ist er künstlerischer Leiter der Orgelakademie Oberschwaben, die sich um die großen Instrumente von Joseph Gabler, Karl Joseph Riepp und Holzhey sammelt. 2005 war er Gastdozent in einem Seminar für historisches Orgelspiel an der Hochschule für Musik und Theater München.
Außerdem ist Franz Raml auch Musiklehrer am Gymnasium Ochsenhausen.

### Preise und Auszeichnungen
Von 1986 bis 1990 erhielt er ein Stipendium der Studienstiftung des deutschen Volkes. 1998 wurde ihm der Förderpreis der internationalen Bodenseekonferenz zuerkannt.

### Aufnahmen
Ramls Solodiskographie umfasst u. a. Einspielungen an den historischen Orgeln von
- Rot an der Rot (Holzhey 1793),
- Weingarten (Gabler 1750),
- Lüdingworth (Wilde 1598 / Schnitger 1683),
- Schloss Zeil (Hayl 1609), frühe süddeutsche Orgelmusik
- Tangermünde (Scherer 1624): Gesamtaufnahme der Tabulatura nova I und II von Samuel Scheidt und
- Katholische Hofkirche Dresden (Silbermannorgel): Johann Sebastian Bach.

Zahlreiche Hörfunk- und Fernsehaufnahmen (BR, SWR, WDR, ORF, Tschechischer Rundfunk) wurden mit Franz Raml aufgezeichnet.

### Werke
- Missa alla francese

Die Missa alla francese (komponiert 2007/2008) ist eine siebenteilige Choralmesse für Männerschola, Orgel und Soloposaune. Am Choral orientierte neue Melodien werden mit spätromantischer und moderner französischer Harmonik kombiniert. Die Posaune, in der Uraufführung gespielt von Berthold Schick, wird als das Instrument des Hohepriesters und des letzten Gerichts (Tuba mirum) in allen Lagen von extremer Höhe bis in die äußerste Tiefe eingesetzt.